# Chính sách thị thực của Trinidad và Tobago

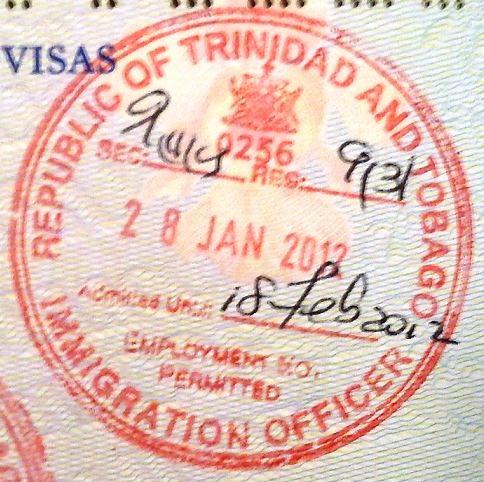
Trinidad and Tobago entry stamp

Du khách đến Trinidad và Tobago phải xin thị thực trừ khi họ đến từ một trong những quốc gia được miễn thị thực.
Trinidad và Tobago ký thỏa thuận miễn thị thực song phương với Liên minh Châu Âu vào ngày 28 tháng 5 năm 2015 và được thông qua vào 15 tháng 12 năm 2015. Thỏa thuận này cho phép công dân của tất cả các quốc gia liên quan đến hiệp ước Schengen ở lại không cần thị thực tối đa 90 trong mỗi chu kỳ 180 ngày.

## Bản đồ chính sách thị thực

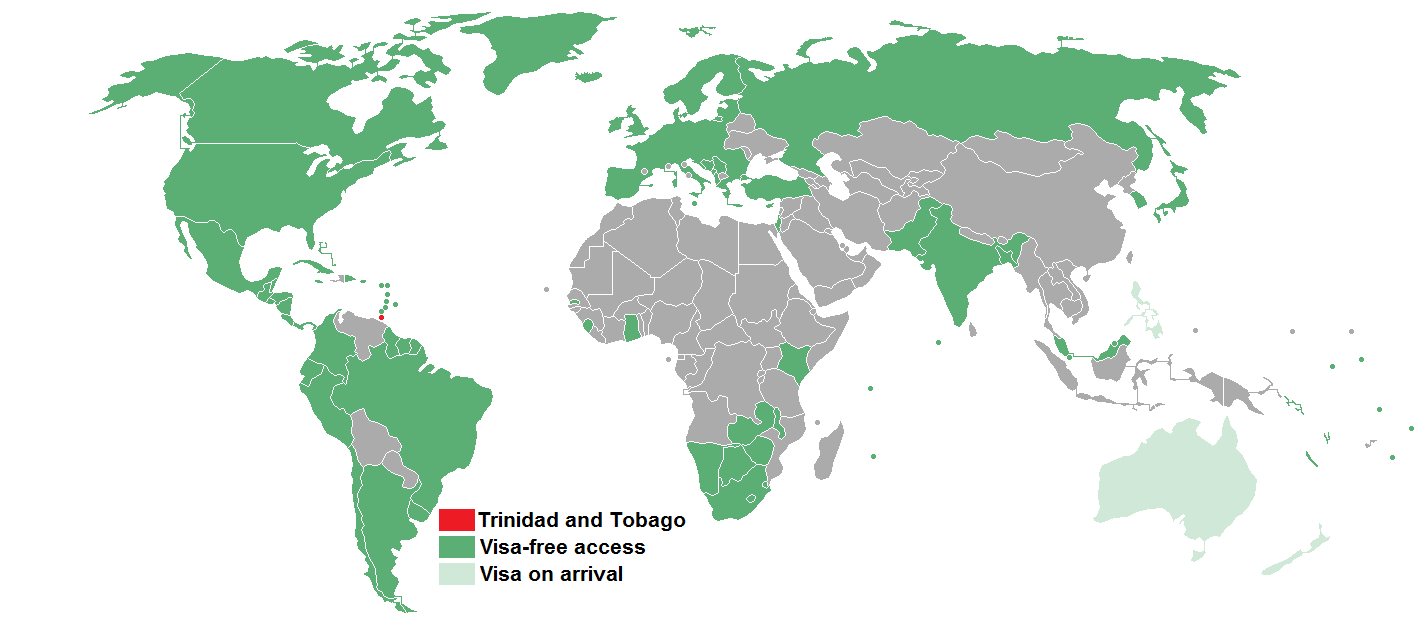
Chính sách thị thực Trinidad và Tobago
Trinidad và Tobago
Miễn thị thực
Thị thực tại cửa khẩu

## Chính sách thị thực
Người sở hữu hộ chiếu cấo bởi 101 quốc gia và vùng lãnh thổ sau có thể đến Trinidad và Tobago mà không cần thị thực:
| - Liên minh Châu Âu/EFTA (giới hạntối đa 90 ngày trong mỗi chu kỳ 180 ngày trừ UK và Ireland) \| - Albania (30 ngày) - Antigua and Barbuda - Argentina (90 ngày) - Bahamas - Bangladesh - Barbados - Belize - Bosna và Hercegovina (30 ngày) - Botswana - Brasil (90 ngày) - Brunei - Canada - Chile (90 ngày) - Colombia (90 ngày) - Costa Rica (90 ngày) - Cuba (90 ngày) - Dominica - Cộng hòa Dominica (90 ngày) - Ecuador (90 ngày) - El Salvador (90 ngày) - Gambia - Ghana - Grenada - Guatemala (90 ngày) - Guyana - Honduras (90 ngày) - Hồng Kông - Ấn Độ (90 ngày) - Israel (90 ngày) - Jamaica - Nhật Bản (90 ngày) - Kenya - Kiribati - Lesotho \| - Malawi - Malaysia - Maldives - Mauritius - México (90 ngày) - Montenegro (30 ngày) - Namibia - Nauru - Nicaragua (90 ngày) - Pakistan - Panama (90 ngày) - Peru (90 ngày) - Nga (90 ngày) - Saint Kitts và Nevis - Saint Lucia - Saint Vincent và Grenadines - Samoa - Serbia (30 ngày) - Seychelles - Sierra Leone - Singapore - Quần đảo Solomon - Nam Phi (90 ngày) - Hàn Quốc (90 ngày) - Suriname - Swaziland - Tonga - Thổ Nhĩ Kỳ (90 ngày) - Tuvalu - Hoa Kỳ (90 ngày) - Uruguay (90 ngày) - Vanuatu - Venezuela (90 ngày) - Zambia - Zimbabwe \| \| | |  |
| - Albania (30 ngày) - Antigua and Barbuda - Argentina (90 ngày) - Bahamas - Bangladesh - Barbados - Belize - Bosna và Hercegovina (30 ngày) - Botswana - Brasil (90 ngày) - Brunei - Canada - Chile (90 ngày) - Colombia (90 ngày) - Costa Rica (90 ngày) - Cuba (90 ngày) - Dominica - Cộng hòa Dominica (90 ngày) - Ecuador (90 ngày) - El Salvador (90 ngày) - Gambia - Ghana - Grenada - Guatemala (90 ngày) - Guyana - Honduras (90 ngày) - Hồng Kông - Ấn Độ (90 ngày) - Israel (90 ngày) - Jamaica - Nhật Bản (90 ngày) - Kenya - Kiribati - Lesotho | - Malawi - Malaysia - Maldives - Mauritius - México (90 ngày) - Montenegro (30 ngày) - Namibia - Nauru - Nicaragua (90 ngày) - Pakistan - Panama (90 ngày) - Peru (90 ngày) - Nga (90 ngày) - Saint Kitts và Nevis - Saint Lucia - Saint Vincent và Grenadines - Samoa - Serbia (30 ngày) - Seychelles - Sierra Leone - Singapore - Quần đảo Solomon - Nam Phi (90 ngày) - Hàn Quốc (90 ngày) - Suriname - Swaziland - Tonga - Thổ Nhĩ Kỳ (90 ngày) - Tuvalu - Hoa Kỳ (90 ngày) - Uruguay (90 ngày) - Vanuatu - Venezuela (90 ngày) - Zambia - Zimbabwe |  |

Công dân của  Úc,  New Zealand và  Philippines và có thể xin "giấy miễn thị thực" tại cửa khẩu với phí 400 TT$. Công dân của csac quốc gia khác mà cần xin thị thực cũng có thể xin "giấy miễn thị thực" tại cửa khẩu nếu họ có bản sao phê chuẩn được chuẩn bị từ trước từ cục xuất nhập cảnh trừ khi họ là công dân của Triều Tiên, Cộng hòa Macedonia, hoặc Việt Nam, hoặc người sở hữu hộ chiếu phổ thông của Trung Quốc, Cuba và Haiti.
Công dân của Argentina, Brasil, Colombia, Costa Rica, Iceland, Israel, Liechtenstein, México, Na Uy, Hàn Quốc, Thụy Sĩ, Uruguay và Venezuela có thể gia hạn thời gian ở lại.
Người sở hữu hộ chiếu ngoại giao hoặc công vụ của Trung Quốc và Haiti không cần thị thực.

## Thống kê du khách du lịch
Hầu hết du khách đến Trinidad và Tobago ngắn hạn năm 2014 đều đến từ các quốc gia sau:
| Thứ hạng | Quốc gia       | Số lượng |
| -------- | -------------- | -------- |
| 1        | Hoa Kỳ         | 161.539  |
| 2        | Canada         | 54.877   |
| 3        | Vương quốc Anh | 37.473   |
| 4        | Guyana         | 23.061   |
| 5        | Venezuela      | 21.052   |
| 6        | Barbados       | 11.629   |
| 7        | Grenada        | 6.922    |
| 8        | Đức            | 5.154    |
| 9        | Ấn Độ          | 3.291    |
|          | Tổng           | 412.447  |